# Раздольный (Камчатский край)
Раздо́льный — посёлок в Елизовском районе Камчатского края России. Административный центр Раздольненского сельского поселения.

## География
Посёлок находится на берегу реки Авача, на второстепенной дороге от дороги Р-474 «Елизово», на расстоянии 13 км к северо-западу от города Елизово, административного центра района. 

## История
Основан в 1969 году.
В 2005 году посёлок и ещё 9 населённых пунктов (всего около 7500 человек) были эвакуированы из-за взрывов на расположенном неподалёку артиллерийском складе.

## Население
| 2002  | 2010  | 2012  | 2013  | 2015  | 2016  | 2018  |
| ----- | ----- | ----- | ----- | ----- | ----- | ----- |
| 2641  | ↘2425 | ↗2435 | ↘2406 | ↗2415 | ↗2434 | ↘2414 |
| 2020  |       |       |       |       |       |       |
| ↘2395 |       |       |       |       |       |       |

## Улицы
| - ул. 60 лет Октября, - ул. Весенняя, - ул. Заречная, - ул. Зелёная, - ул. Кольцевая, | - ул. Лесная, - ул. Луговая, - ул. Майская, - ул. Молодёжная, - ул. Новая, | - ул. Октябрьская, - ул. Первая, - пер. Рабочий, - ул. Радужная, - пер. Речной, | - ул. Ролдугина, - ул. Советская, - ул. Солнечная, - ул. Таёжная, - ул. Цветочная. |

## Инфраструктура
Посёлок подвергался влиянию паводковых разливов, для предотвращения последствий которых в 2005 году была сооружена дамба.